# يعقوب بن حسن قوصون
أبو المظفر يعقوب بك بن حسن قوصون بك (بالفارسية: یعقوب بن اوزون حسن) وهو أحد سلاطين الآق قويونلو. حكم للفترة 1478 حتى وفاته سنة 1490.
هو ابن حسن قوصون من زوجته سلجوق شاه أوغلو، أطاح بأخيه سلطان خليل وتولى السلطة.
توفي في كاراباخ في 24 ديسمبر 1490.
كان آخر حاكم من سلالة الآق قويونلو الذي شهد عهده الاستقرار داخل البلاد. استمر الصراع على العرش بعد موته بين الأمراء حتى سقوط الآق قويونلو.